# كولين جي. ماكيلروي
كولين جي. ماكيلروي (بالإنجليزية: Colleen J. McElroy)‏ (31 أكتوبر 1935، سانت لويس في الولايات المتحدة)؛ كاتِبة وشاعرة أمريكية.

## الجوائز
- الجوائز الأميركية للكتاب